# Seznam nejdelších řek
Toto heslo obsahuje seznam 25 nejdelších řek světa sestupně seřazených podle délky jejich toku. Do celkové délky toku se započítávají i další uvedené přítoky. Délky a pořadí řek nelze přesně určit a zůstávají předmětem sporů a debat.
|     | Řeka                                                                                | Kontinent       | Délka (km) | Povodí (km²) | Prům. průtok (m³/s) | Ústí do                      | Státy v povodí řeky |
| --- | ----------------------------------------------------------------------------------- | --------------- | ---------- | ------------ | ------------------- | ---------------------------- | --- |
| 1.  | Amazonka – Ucayali a její přítoky                                                   | Jižní Amerika   | 7 062      | 6 915 000    | 219 000             | Atlantský oceán              | Brazílie, Peru, Bolívie, Kolumbie, Ekvádor, Venezuela, Guyana                                                                                           |
| 2.  | Nil – Bílý Nil – Kagera                                                             | Afrika          | 6 650      | 3 400 000    | 5 100               | Středozemní moře             | Etiopie, Eritrea, Súdán, Jižní Súdán, Uganda, Tanzanie, Keňa, Rwanda, Burundi, Egypt, Konžská demokratická republika                                    |
| 3.  | Jang-c’-ťiang                                                                       | Asie            | 6 300      | 1 800 000    | 31 900              | Východočínské moře           | Čína |
| 4.  | Mississippi – Missouri                                                              | Severní Amerika | 6 275      | 2 980 000    | 16 200              | Mexický záliv                | USA (98,5 %), Kanada (1,5 %) |
| 5.  | Jenisej – Angara – Selenga                                                          | Asie            | 5 539      | 2 580 000    | 19 600              | Karské moře                  | Rusko, Mongolsko |
| 6.  | Žlutá řeka (Chuang-che)                                                             | Asie            | 5 464      | 745 000      | 2 110               | Pochajská zátoka, Žluté moře | Čína |
| 7.  | Ob – Irtyš                                                                          | Asie            | 5 410      | 2 990 000    | 12 800              | Obský záliv                  | Rusko, Kazachstán, Čína |
| 8.  | Kongo - Chambeshi                                                                   | Afrika          | 4 700      | 3 680 000    | 41 800              | Atlantský oceán              | Konžská demokratická republika, Středoafrická republika, Angola, Konžská republika, Tanzanie, Kamerun, Zambie, Burundi, Rwanda                          |
| 9.  | Amur – Arguň                                                                        | Asie            | 4 444      | 185 500      | 11 400              | Ochotské moře                | Rusko, Čína, Mongolsko |
| 10. | Lena                                                                                | Asie            | 4 400      | 2 490 000    | 17 100              | Moře Laptěvů                 | Rusko |
| 11. | Mekong                                                                              | Asie            | 4 350      | 810 000      | 16 000              | Jihočínské moře              | Laos, Thajsko, Čína, Kambodža, Vietnam, Myanmar |
| 12. | Mackenzie – Peace – Finlay                                                          | Severní Amerika | 4 241      | 1 790 000    | 10 300              | Beaufortovo moře             | Kanada |
| 13. | Niger                                                                               | Afrika          | 4 200      | 2 090 000    | 9 570               | Guinejský záliv              | Nigérie (26,6 %), Mali (25,6 %), Niger (23,6 %), Alžírsko (7,6 %), Guinea (4,5 %), Kamerun (4,2 %), Burkina Faso (3,9 %), Pobřeží slonoviny, Benin, Čad |
| 14. | Paraná                                                                              | Jižní Amerika   | 3 998      | 3 100 000    | 25 700              | Atlantský oceán              | Brazílie (46,7 %), Argentina (27,7 %), Paraguay (13,5 %), Bolívie (8,3 %), Uruguay (3,8 %)                                                              |
| 15. | Murray – Darling                                                                    | Austrálie       | 3 750      | 1 061 000    | 767                 | Indický oceán                | Austrálie |
| 16. | Volha                                                                               | Evropa          | 3 645      | 1 380 000    | 8 080               | Kaspické moře                | Rusko (99,9 %), Kazachstán (0,1 %) |
| 17. | Šatt al-Arab – Eufrat                                                               | Asie            | 3 596      | 884 000      | 856                 | Perský záliv                 | Irák (40,5 %), Turecko (24,8 %), Írán (19,7 %), Sýrie (14,7 %)                                                                                          |
| 18. | Purus                                                                               | Jižní Amerika   | 3 379      | 63 166       | 8 400               | Amazonka                     | Brazílie, Peru |
| 19. | Madeira – Mamoré                                                                    | Jižní Amerika   | 3 239      | 850 000      | 17 000              | Amazonka                     | Brazílie, Bolívie, Peru |
| 20. | Yukon                                                                               | Severní Amerika | 3 184      | 850 000      | 6 210               | Beringovo moře               | USA (59,8 %), Kanada (40,2 %) |
| 21. | Indus                                                                               | Asie            | 3 180      | 960 000      | 7 160               | Arabské moře                 | Pákistán, Indie, (Kašmír), Afghánistán (6,3 %) |
| 22. | São Francisco                                                                       | Jižní Amerika   | 2 830      | 610 000      | 3 300               | Atlantský oceán              | Brazílie |
| 23. | Syrdarja – Naryn                                                                    | Asie            | 3 078      | 219 000      | 703                 | Aralské jezero               | Kazachstán, Kyrgyzstán, Uzbekistán, Tádžikistán |
| 24. | Salwin                                                                              | Asie            | 3 060      | 324 000      | 3 153               | Andamanské moře              | Čína (52,4 %), Myanmar (43,9 %), Thajsko (3,7 %) |
| 25. | Řeka svatého Vavřince – Niagara – Detroit – Saint Clair – Saint Marys – Saint Louis | Severní Amerika | 3 058      | 1 030 000    | 10 100              | Záliv svatého Vavřince       | Kanada (52,1 %), USA (47,9 %) |